# Saccharomyces Genome Database
Saccharomyces Genome Database (ou SGD) est une base de données bio-informatiques consacrée à l’organisme modèle Saccharomyces cerevisiae (appelée également levure de boulanger ou levure de bière).
SGD donne accès à l’ensemble des informations génomiques et bibliographiques concernant Saccharomyces cerevisiae ainsi que de nombreux outils.